# Rahova (okręg Prahova)
Rahova – wieś w Rumunii, w okręgu Prahova, w gminie Podenii Noi. W 2011 roku liczyła 482 mieszkańców.